# Liste der Monuments historiques in Pargny-sur-Saulx
Die Liste der Monuments historiques in Pargny-sur-Saulx führt die Monuments historiques in der französischen Gemeinde Pargny-sur-Saulx auf.

## Liste der Immobilien
| Bezeichnung                                   | Beschreibung                    | Standort                | Kennzeichnung | Schutzstatus | Datum | Bild           |
| --------------------------------------------- | ------------------------------- | ----------------------- | ------------- | ------------ | ----- | -------------- |
| Kirche Assomption-de-la-Vierge-et-Ste-Thérèse | aus dem 13. und 14. Jahrhundert | Rue de la Chavée (Lage) | PA00078759    | Classé       | 1915  | weitere Bilder |

## Liste der Objekte
| Bezeichnung | Beschreibung           | Standort                                                    | Kennzeichnung | Schutzstatus | Datum | Bild |
| ----------- | ---------------------- | ----------------------------------------------------------- | ------------- | ------------ | ----- | ---- |
| Taufbecken  | Stein, 17. Jahrhundert | in der Kirche Assomption-de-la-Vierge-et-Ste-Thérèse (Lage) | PM51002328    | Inscrit      | 1975  |      |